# Vriesea apiculata
Vriesea apiculata är en gräsväxtart som beskrevs av Lyman Bradford Smith. Vriesea apiculata ingår i släktet Vriesea och familjen Bromeliaceae. Inga underarter finns listade i Catalogue of Life.